# Booster/Wave
Booster/Wave è un singolo del rapper italiano DrefGold, pubblicato il 16 luglio 2018 come quarto estratto dal primo album in studio Kanaglia.

## Tracce
Lato A
1. Booster – 3:26

Lato B
1. Wave (feat. Sfera Ebbasta) – 2:50